# Alejandro Unsain
Alejandro Unsain (Buenos Aires, Argentina; 3 de mayo de 1881 - 14 de abril de 1952) fue un abogado argentino. Sus padres Gervasio Unsain y Petra Echaiz pertenecían a familias nobles vascuences y se habían exiliado voluntariamente a raíz de la derrota sufrida por el legitimismo español, en la segunda guerra carlista.

## Primeros años
Alejandro Unsain adquirió en su hogar una acendrada fe católica –más adelante fue hermano terciario de la orden franciscana- que influiría luego en su vida y, en especial, en la orientación ideológica de su obra jurídica. Fue llevado por su familia a la ciudad de Paraná, en la provincia de Entre Ríos, donde reciben la ayuda de su padrino de bautismo Leonidas Echagüe, que fue  gobernador y senador nacional de Entre Ríos. Hizo sus estudios primarios y secundarios en la escuela pública y se recibe de bachiller. Posteriormente ingresó en la Facultad de Ciencias Jurídicas y Sociales, en la que se gradúa de abogado y, más adelante, el 7 de agosto de 1906, obtiene el título de doctor en jurisprudencia.

## Función pública
En 1898 comenzó a trabajar en un cargo modesto en la administración pública, colaboró con el Dr. Joaquín V. González, en el primer proyecto de Código del Trabajo del país, de 1904 –que no fue aprobado por el Congreso-  y en 1907 se incorporó al recientemente creado Departamento Nacional del Trabajo, que dirigía José Nicolás Matienzo; todas estas circunstancias tuvieron 
fundamental trascendencia en su orientación profesional futura. Era estudioso, trabajador, de claro y sano talento  y advirtió rápidamente la creciente importancia de los asuntos a cargo del referido organismo.
Era una época difícil en la cual todo proyecto de innovación en la materia encontraba recelosa resistencia tanto de los patronos –que no querían resignar privilegios económicos- como de los trabajadores que, divididos en grupos ideológicos que disputaban el predominio en la conducción del movimiento sindical, y temían las iniciativas del gobierno, aunque les fueran beneficiosos. Entre los años 1920 y 1922 (el último tramo de la presidencia de Hipólito Yrigoyen) se desempeñó director del Departamento de Trabajo y de inmediato se abocó a retomar el camino de Joaquín V. González y proyectó un Código del trabajo que el Poder Ejecutivo a cargo de Hipólito Yrigoyen remitió en 1921 para su tratamiento por el Congreso Nacional, pero la iniciativa nuevamente fracasó. Redactó la reglamentación para el trabajo de los hombres de mar y en 1925, fue elegido presidente de la Caja Nacional de Jubilaciones del Personal de las Empresas Particulares de Servicios Públicos creada por la ley 11.110. 
Unsain se desempeñó también como presidente de la Caja Nacional de Jubilaciones del Personal de las Empresas Particulares de Servicios Públicos, creada por la ley 11.110 y colaboró en la redacción de la ley 11.289, un anticipo frustrado de un régimen jubilatorio uniforme. 
Alejado de la función pública pasó a ejercer como abogado y fue asesor en la Unión Telefónica, una empresa subsidiaria de la ITT),- y cuando fue estatizada el gobierno lo mantiene en esa función. También fue abogado de la Federación de Empleados de Comercio y, de manera excepcional, se desempeñó como de ministro de gobierno de la intervención dispuesta en 1928 a la provincia de Santiago del Estero, durante el segundo gobierno de Yrigoyen.

## Desempeño en la OIT
Luego que el Tratado de Versalles creó la Organización Internacional del Trabajo, se celebró la primera Conferencia Internacional en Washington en la que Unsain integró la representación argentina, lo que reiteró en la segunda conferencia celebrada en Génova; también representó al país cuando pasó a formar parte del Consejo de Administración del organismo internacional y fue luego designado por éste su corresponsal en Buenos Aires. También representó a la Universidad de Buenos Aires en el Primer Congreso Panamericano de la Vivienda.

## Actividad docente
Unsain se empezó en 1912 a enseñar en la Universidad Católica de Buenos Aires, en 1917 comenzó como profesor en la Facultad de Ciencias Económicas de la Universidad de Buenos Aires –allí desde 1915 era profesor de la materia Alfredo Lorenzo Palacios- y a partir de 1921, en las de Derecho de Buenos Aires y La Plata. También enseñó en el Museo Social Argentino, institución que llegó a presidir. Su materia, que se denominaba por entonces Legislación Industrial y Obrera, correspondía al actual Derecho del Trabajo que recién comenzaba a desarrollarse en esa época en el país. Unsain fue designado sucesivamente para distintos cargos dentro de la universidad: profesor adscripto, profesor suplente, profesor adjunto, profesor extraordinario, profesor titular de la cátedra, consejero y delegado al Consejo Superior Universitario.
El enfoque ideológico de su enseñanza de la materia estaba basado en la doctrina de las encíclicas papales; rechazaba la preeminencia de lo económico, pues consideraba esencial al bien común, el anteponer lo moral o lo material.

## Labor periodística
Fue director y redactor de los diarios La Razón de Buenos Aires y de Nueva Argentina. Integró el consejo de redacción -junto con Mariano R. Tissembaum y Manuel Pinto y bajo la dirección de Mario L. Deveali- de la Revista Derecho del Trabajo-la primera sobre la materia en Argentina-, desde su número inicial publicado en 1940; en artículos y notas breves (muchas veces comentarios a fallos o a nuevos decretos), analizaba la creciente legislación laboral y las aplicaciones de la autoridad administrativa o de los jueces. Colaboró con artículos y notas en. Fue director y redactor único del Boletín Mensual, del Departamento Nacional del Trabajo, de la Revista de Trabajo, Seguro y Previsión Social, fundada por Unsain en 1934 y de la Revista Social del Instituto de política Social de la Facultad de Ciencias Económicas de Buenos Aires. También publicó en revistas especializadas en la materia de países extranjeros, especialmente latinoamericanos.

## Su obra jurídica
Unsain es el primer abogado especializado en derecho del trabajo, el primero que puede considerarse un jurista, y no un mero explorador como otros: con sus propias palabras: ". al principio no había un derecho del trabajo". Ya en 1915 publicó su Manual de Legislación Obrera Argentina al que siguieron en 1917  Accidentes del Trabajo -Exposición y comentarios a la ley Nª 9688 y a sus decretos reglamentarios y en 1919, Legislación social argentina. Diccionario elemental. Entre 1925 y 1928 publicó su obra principal: Legislación del trabajo en tres tomos (Premio Nacional en ciencias). 
Su producción no se detiene y a poco de aprobarse la primera ley estableciendo en el país indemnizaciones por despido, derecho a vacaciones pagas y limitaciones a la suspensión laboral, la analiza en Empleados de Comercio - Comentario a la ley 11.729, publicado en 1935. Lo mismo hace más adelante en Trabajo a domicilio - Comentario de la ley 12.723, en relación con la nueva ley regulando el trabajo a domicilio, publicada en 1942. Su última obra, el Ordenamiento de las leyes obreras argentinas con ediciones en 1943, 1945 y 1952 está destinada a reunir la legislación laboral dispersa en diversas normas. 
Alejandro Unsain falleció en Buenos Aires el 14 de abril de 1952.

## Algunas de sus obras
Algunas de sus obras más importantes son:
- Manual de Legislación Obrera Argentina, Compañía Sud Americana de Billetes de Banco, Buenos Aires, 1915, 311 páginas;
- Accidentes del Trabajo -Exposición y comentarios a la ley Nª 9688 y a sus decretos reglamentarios. Buenos Aire, 1917. Editores Gotelli y Peralta. 289 páginas.
- Legislación social argentina. Diccionario elemental. Buenos Aires, 1919. Talleres Gráficos Argentinos L.J. Rosso, 257 páginas.
- Legislación del trabajo Editorial Valerio Abeledo, Buenos Aires, 1925 (T. I), (págs. 444), 1927 (T. II, 544 páginas), 1928 (T. III, págs. 527).
- Empleados de Comercio - Comentario a la ley 11.729. Valerio Abeledo Editor. Buenos Aires, 1935. 311 páginas.
- Trabajo a domicilio - Comentario de la ley 12.723. Editorial Valerio Abeledo. Buenos Aires, 1942. 371 páginas.
- Accidentes de Trabajo Ordenamiento de las leyes obreras argentinas (1945 y ediciones posteriores).
- Ordenamiento de las leyes obreras argentinas. Losada. Buenos Aires, 1943 -106 págs.; Losada, Buenos Aires, 1945, 243 págs.; El Ateneo, Buenos Aires, 1952, 537 páginas.